# Whatever It Takes (película)

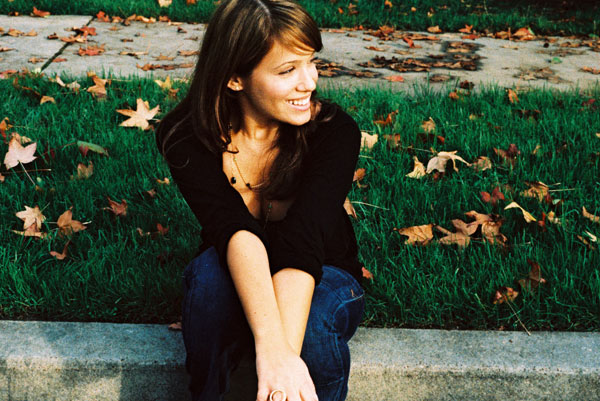
Marla Sokoloff interpretó el papel de Maggie.

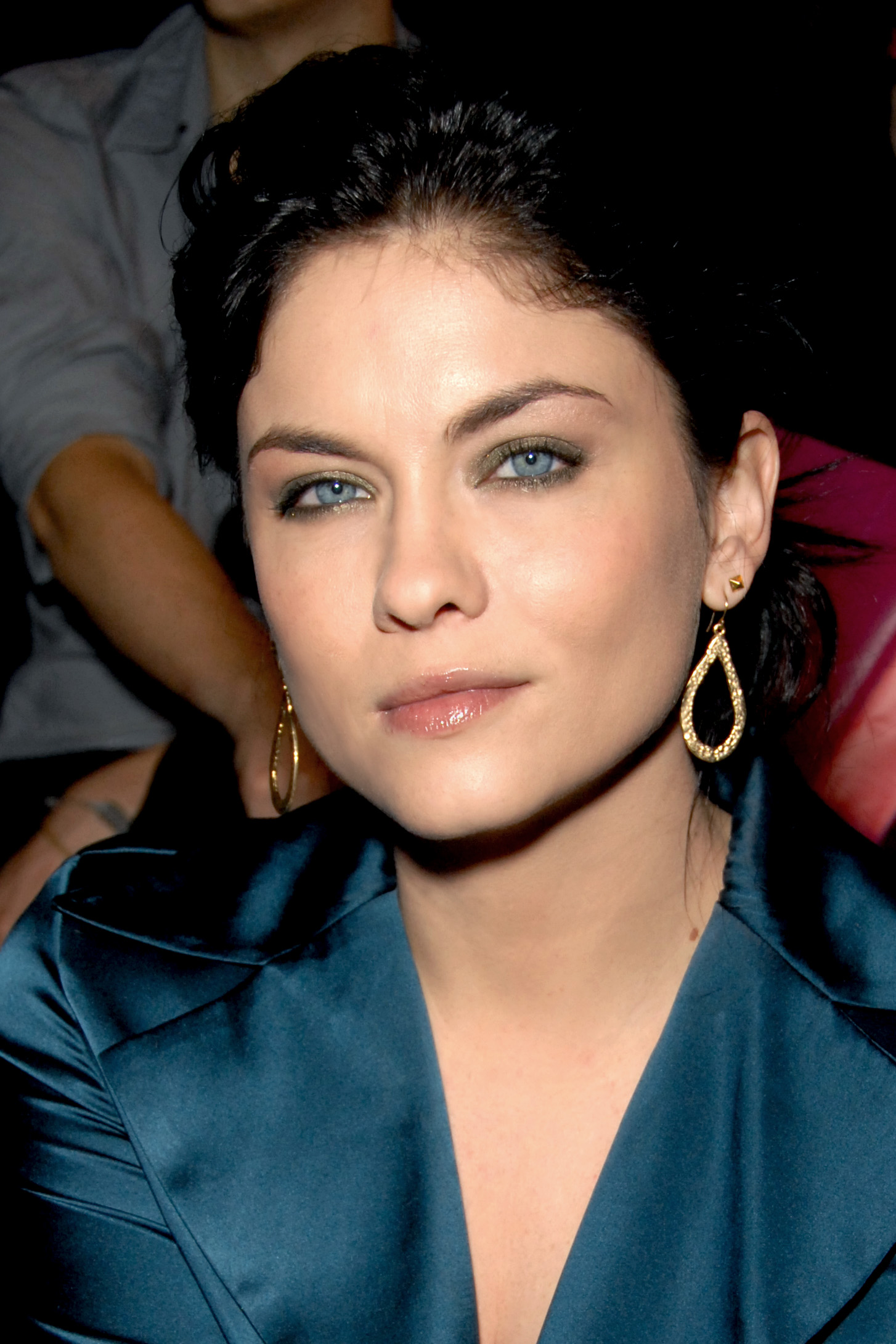
Jodi Lyn O'Keefe interpretó el papel de Ashley.

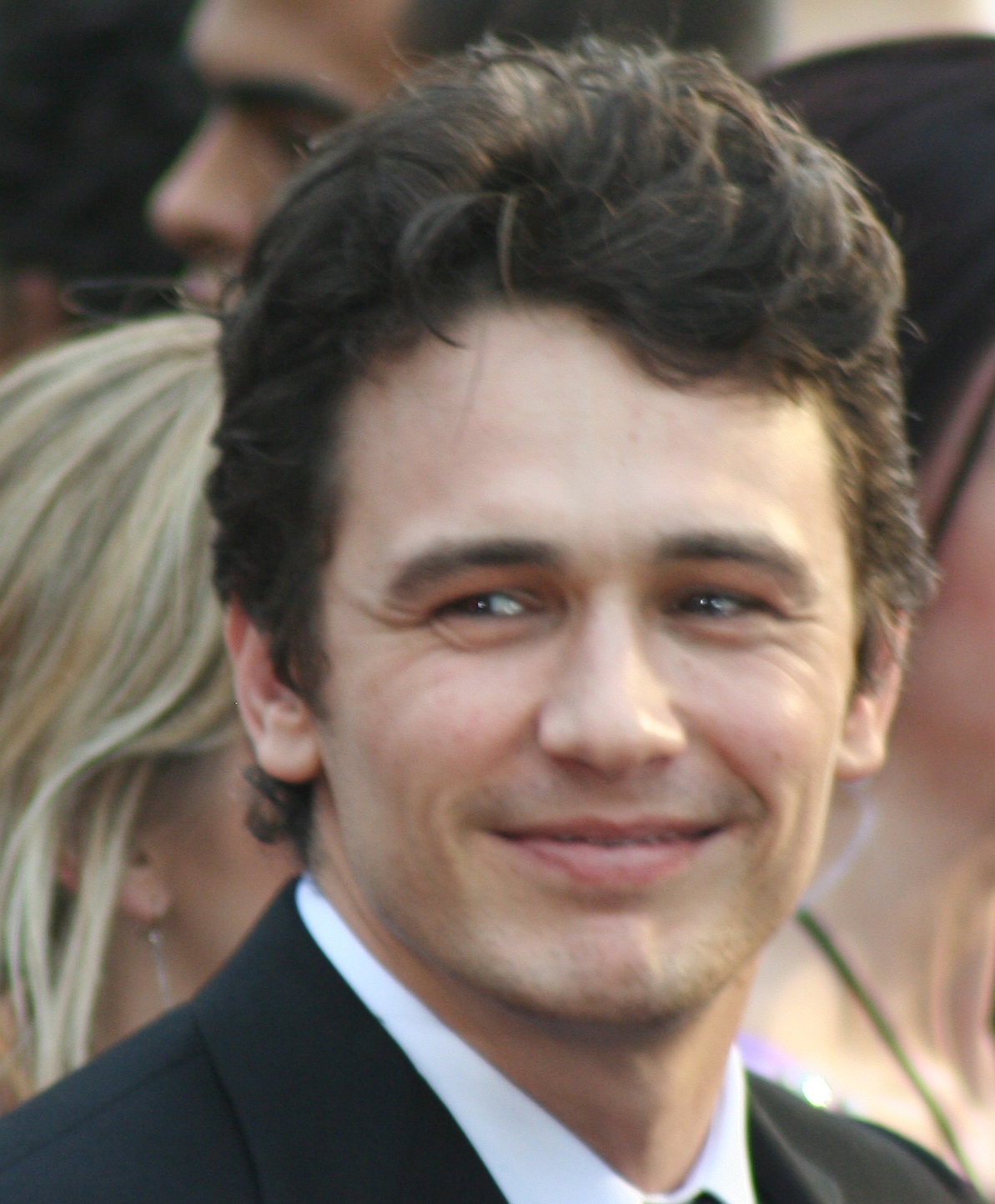
James Franco interpretó el papel de Chris.

Whatever It Takes (La chica de mis sueños en Hispanoamérica, Cueste lo que cueste en España) es una película del año 2000 basada en la obra Cyrano de Bergerac. Dirigida por David Raynr, fue protagonizada por Marla Sokoloff, Shane West, Jodi Lyn O'Keefe, James Franco y Scott Vickaryous.

## Argumento
Ryan Woodman (West) y Maggie Carter (Sokoloff) son vecinos y buenos amigos. Ryan está enamorado de Ashley (O'Keefe), una chica muy popular y atractiva  de su escuela. Chris (Franco), su primo, propone a Ryan hacerle de celestino para que pueda al amor de Ashley. La única condición es que Ryan a su vez le ayude a ganarse el cariño de Maggie.
Aunque a Ryan se le hace difícil conseguir a Ashley, lo logra, pero se da cuenta de que ésta es muy egoísta y vanidosa y decide abandonarla. Sin embargo le cuenta a Maggie las verdaderas intenciones de Chris y como le ayudó en su plan, lo que hace que ésta lo deteste.
Posteriormente Ryan y Maggie se reconcilian en la fiesta de fin de curso de su escuela. Ashley por equivocación tiene una aventura amorosa con otro chico y Chris desnudo es burlado en la fiesta.

## Reparto
- Shane West - Ryan Woodman
- Marla Sokoloff - Maggie
- Jodi Lyn O'Keefe - Ashley
- James Franco - Chris
- Aaron Paul
- Julia Sweeney
- Cesar Evora
- Colin Hanks
- Kip Pardue

## Curiosidades
- Jamie Lynn O'Keefe hizo un papel similar en She's All That.
- Shane West hizo un papel similar en A Walk to Remember como Landon quien se enamora de Jamie (Mandy Moore).
- Shane West y Kip Pardue aparecieron juntos en algunos episodios de ER.
- El tema de introducción es "Go!" de Melanie Chisholm.

- Datos: Q2459296